# Miklós Szilvásy
Miklós Szilvásy   (Márianosztra, 5 de desembre de 1925 - Budapest, 24 de maig de 1969) va ser un lluitador hongarès, especialista en lluita grecoromana, que va competir durant les dècades de 1940 i 1950.
El 1948 va prendre part en els Jocs Olímpics d'Estiu de Londres, on va guanyar la medalla de plata en la competició del pes wèlter del programa de lluita grecoromana. Quatre anys més tard, als Jocs de Hèlsinki, guanyà la medalla d'or en el mateix pes. El 1956 va disputar els seus tercers Jocs, on quedà eliminat en sèries en la prova del pes wèlter.
En el seu palmarès també destaca una medalla de plata al Campionat del Món de lluita de 1953, així com 15 campionats nacionals.